# Ononis viscosa subsp. brachycarpa
Ononis viscosa subsp. brachycarpa é uma subespécie de planta com flor pertencente à família Fabaceae. 
A autoridade científica da subespécie é (DC.) Batt., tendo sido publicada em Batt. & Trab., Fl. Algérie (Dicot.) 212 (1889).

## Portugal
Trata-se de uma subespécie presente no território português, nomeadamente em Portugal Continental.
Em termos de naturalidade é nativa da região atrás indicada.

## Protecção
Não se encontra protegida por legislação portuguesa ou da Comunidade Europeia.